# Saint Lucia tại Thế vận hội
Saint Lucia tham dự Thế vận hội lần đầu tiên năm 1996 và đã liên tục gửi các vận động viên (VĐV) tới các kỳ Thế vận hội Mùa hè kể từ đó. Quốc gia này chưa từng tham gia Thế vận hội Mùa đông.
Đến nay, chưa VĐV Saint Lucia nào giành được huy chương Thế vận hội.
Ủy ban Olympic quốc gia của Saint Lucia được thành lập năm 1987 và được Ủy ban Olympic Quốc tế công nhận năm 1993.

## Bảng huy chương

### Huy chương tại các kỳ Thế vận hội Mùa hè
| 1896–1992           | không tham dự | không tham dự | không tham dự | không tham dự |
| Atlanta 1996        | 0             | 0             | 0             | 0             |
| Sydney 2000         | 0             | 0             | 0             | 0             |
| Athens 2004         | 0             | 0             | 0             | 0             |
| Bắc Kinh 2008       | 0             | 0             | 0             | 0             |
| Luân Đôn 2012       | 0             | 0             | 0             | 0             |
| Rio de Janeiro 2016 | 0             | 0             | 0             | 0             |
| Tokyo 2020          | chưa diễn ra  |               |               |               |
| Tổng số             | 0             | 0             | 0             | 0             |